# Live Loyal Die Rich
Live Loyal Die Rich — мікстейп американського репера Young Buck, гостами якого стали DJ Crisis та Drumma Boy. Реліз містить пісні з участю The Outlawz, All Star Cashville Prince та ін. Окрім реп-гурту The Outlawz, усі запрошені гості — земляки Бака з міста Нашвілл. Мікстейп видали як інтернет-реліз ексклюзивно на livemixtapes.com 24 січня 2012. Наразі реліз має срібний статус на DatPiff (за критеріями сайту), його безкоштовно завантажили понад 86 тис. разів.
Відеокліп «I'm Ready Now» оприлюднили 11 серпня 2011, «Touchdown» — 8 листопада, «No Place for Me» — 11 квітня 2012 р. (відео зняли у Нашвіллі; режисери: Charlie P та BlackFlyMusic), «Got Me on It» — 22 червня 2013. 24 листопада 2011 оприлюднили неофіційне відео «Go Loco», яке зняли у нашвіллській крамниці одягу Elite Clothing. У ньому також можна побачити DJ Crisis.

## Список пісень
| #   | Назва                                    | Продюсер(и)          | Тривалість |
| --- | ---------------------------------------- | -------------------- | ---------- |
| 1.  | «2nd Chance»                             | Bassline             | 4:58       |
| 2.  | «Shit Head»                              | Celsizzle            | 4:30       |
| 3.  | «Somethings Got Me on It»                | Jussi Jaakola        | 4:30       |
| 4.  | «Go Loco» (з участю City Paper)          | Freeway TJay         | 3:48       |
| 5.  | «No Place for Me»                        | Celsizzle            | 2:43       |
| 6.  | «Money in the Walls»                     | 3ftfty7              | 3:24       |
| 7.  | «Drug Related»                           | Aone                 | 3:22       |
| 8.  | «Death of Me»                            | Celsizzle            | 3:07       |
| 9.  | «Touch the Ceilings» (з участю All Star) | Lil Lody             | 4:28       |
| 10. | «Personal» (з участю Cruna)              | DJ Pain              | 3:24       |
| 11. | «Car Cloudy» (з участю The Outlawz)      | Freeway TJay         | 4:42       |
| 12. | «Think They Know»                        | Drumma Boy           | 3:39       |
| 13. | «Closer» (з участю Goapele та Hambino)   | Hitmaka              | 4:18       |
| 14. | «Hate on Me»                             | Celsizzle            | 3:32       |
| 15. | «No Smiles»                              | Drumma Drama         | 3:42       |
| 16. | «Touchdown» (з участю CTN)               | Celsizzle            | 4:41       |
| 17. | «21 and Up»                              | J-Mac та 4th Quarter | 3:14       |
| 18. | «Get It All»                             | Lil Lody             | 3:20       |
| 19. | «Dusted» (з участю Bezzeled Gang)        | Syksense             | 4:31       |
| 20. | «I'm Ready» (з участю Shannon Sanders)   | Boss Devito          | 4:39       |